# Australiër van het jaar
De Australiër van het jaar (Australian of the Year) is een prijs die elk jaar uitgereikt wordt aan Australiërs die zich op uitzonderlijke wijze verdienstelijk gemaakt hebben voor Australië, onder meer door een langdurige inzet of uitmuntende prestaties in hun branche.
De eerste prijs werd uitgereikt in 1960. In de loop der jaren zijn er bijkomende categorieën gecreëerd:
- Sinds 1979 - 'Australische jongere van het jaar' (Young Australian of the Year) voor personen tussen 16 en 25 jaar;
- Sinds 1999 - 'Australische senior van het jaar' (Senior Australian of the Year) voor personen van 60 jaar en ouder;
- Sinds 2003 - 'Australiës lokale held' (Australia's Local Hero) voor personen die zich op buitengewone wijze inzetten voor de lokale gemeenschap waarin zij leven.

Per staat of territorium worden een aantal personen geselecteerd in november en december van elk jaar. De National Australia Day Council Board maakt op de vooravond van Australia Day (26 januari) de winnaar in elke categorie bekend. De winnaars worden op de nationale feestdag gelauwerd.

## Externe links

Robert Helpmann
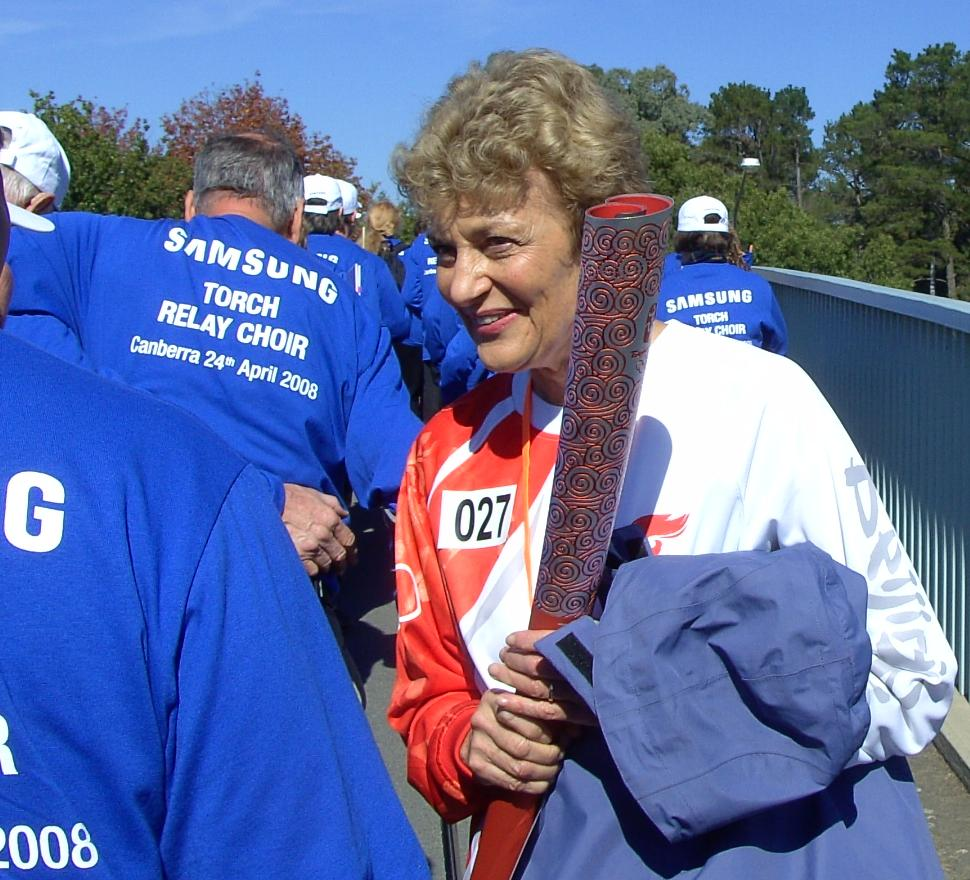
Fiona Stanley
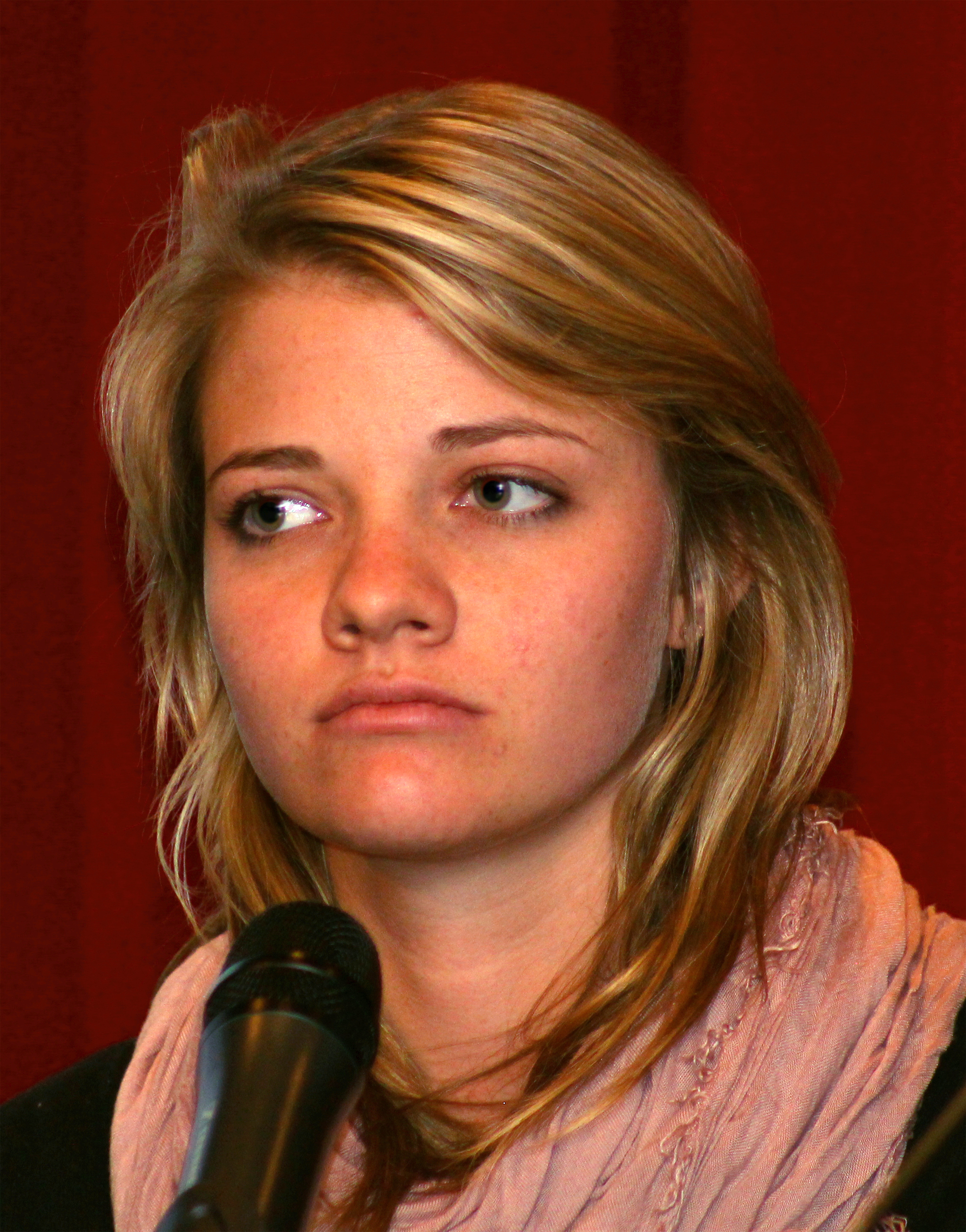
Jessica Watson
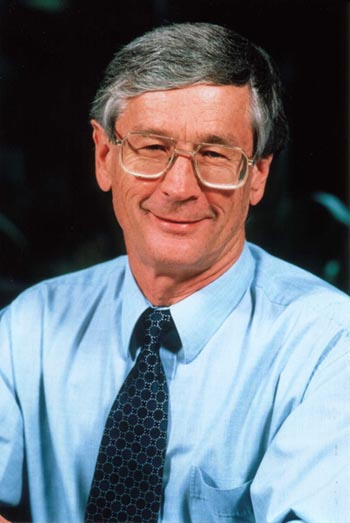
Dick Smith
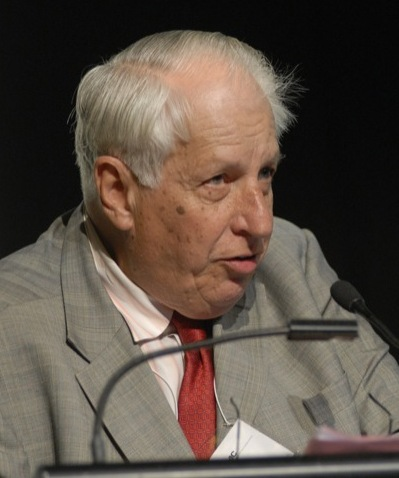
Gustav Nossal
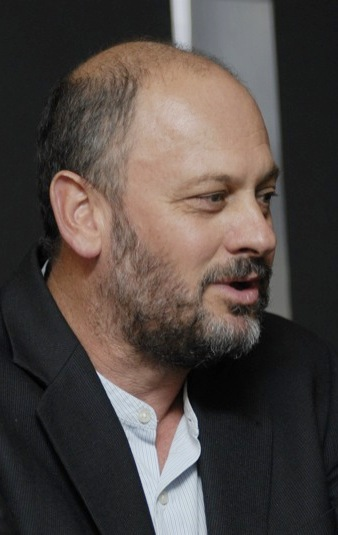
Tim Flannery
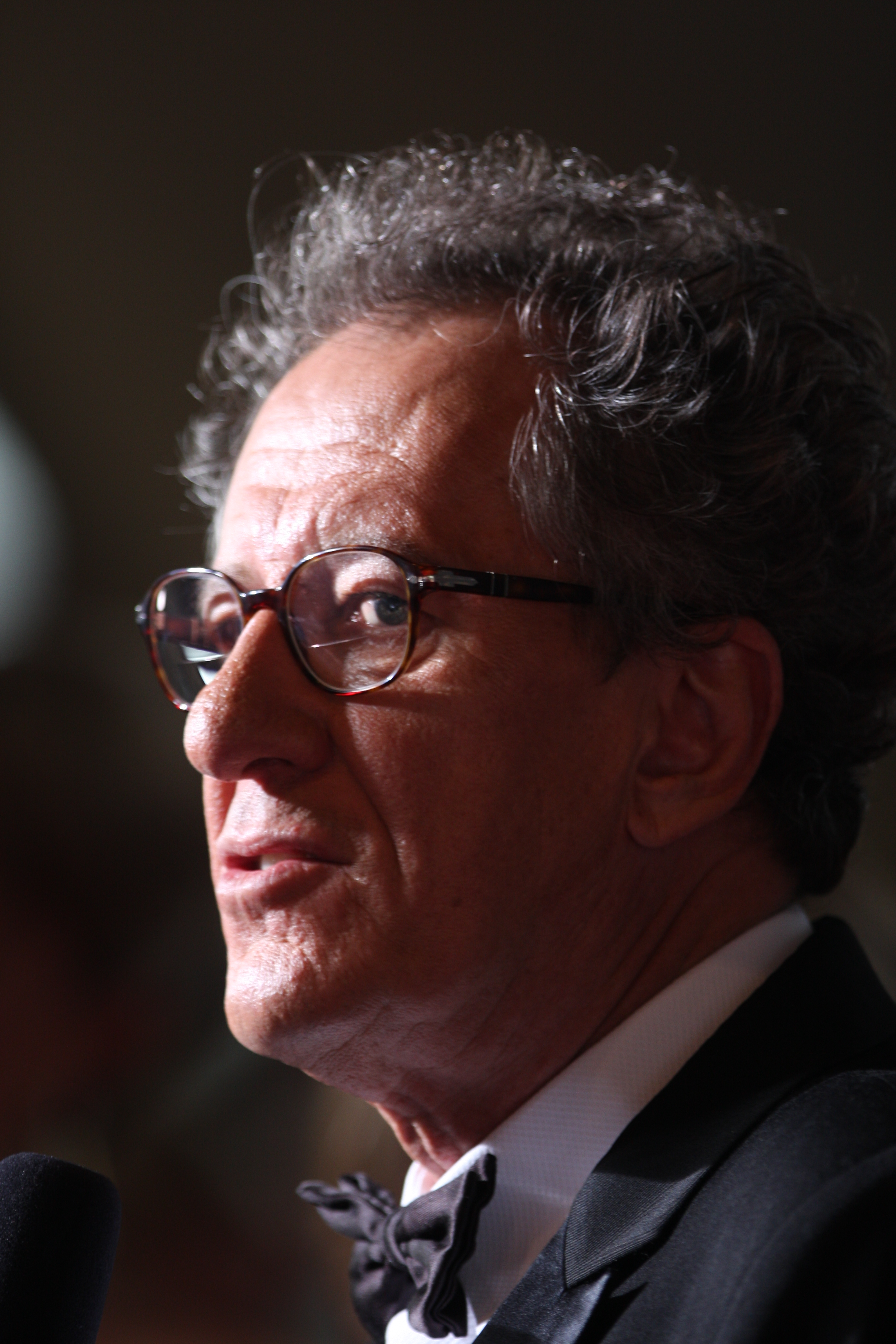
Geoffrey Rush

## Lijst van winnaars
| Jaar | Australiër van het jaar       | Australische jongere van het jaar | Australische senior van het jaar | Australiës lokale held |
| ---- | ----------------------------- | --------------------------------- | -------------------------------- | ---------------------- |
| 1960 | Frank MacFarlane Burnet       | -                                 | -                                | -                      |
| 1961 | Joan Sutherland               | -                                 | -                                | -                      |
| 1962 | Alexander 'Jock' Sturrock     | -                                 | -                                | -                      |
| 1963 | John Eccles                   | -                                 | -                                | -                      |
| 1964 | Dawn Fraser                   | -                                 | -                                | -                      |
| 1965 | Robert Helpmann               | -                                 | -                                | -                      |
| 1966 | Jack Brabham                  | -                                 | -                                | -                      |
| 1967 | The Seekers                   | -                                 | -                                | -                      |
| 1968 | Lionel Rose                   | -                                 | -                                | -                      |
| 1969 | Richard Gardiner Casey        | -                                 | -                                | -                      |
| 1970 | Norman Gilroy                 | -                                 | -                                | -                      |
| 1971 | Evonne Goolagong-Cawley       | -                                 | -                                | -                      |
| 1972 | Shane Gould                   | -                                 | -                                | -                      |
| 1973 | Patrick White                 | -                                 | -                                | -                      |
| 1974 | Bernard Heinze                | -                                 | -                                | -                      |
| 1975 | Alan Stretton John Cornforth  | -                                 | -                                | -                      |
| 1976 | Edward 'Weary' Dunlop         | -                                 | -                                | -                      |
| 1977 | Raigh Roe Murray Tyrrell      | -                                 | -                                | -                      |
| 1978 | Galarrwuy Yunupingu Alan Bond | -                                 | -                                | -                      |
| 1979 | Harry Butler Neville Bonnor   | Julie Sochacki                    | -                                | -                      |
| 1980 | Manning Clark                 | Peter Hill                        | -                                | -                      |
| 1981 | John Crawford                 | Paul Radley                       | -                                | -                      |
| 1982 | Edward Williams               | Mark Ella                         | -                                | -                      |
| 1983 | Robert de Castella            | Michael Waldock                   | -                                | -                      |
| 1984 | Lowitja (Lois) O'Donoghue     | Jon Sieben                        | -                                | -                      |
| 1985 | Paul Hogan                    | Deahnne McIntyre                  | -                                | -                      |
| 1986 | Dick Smith                    | Simone Young                      | -                                | -                      |
| 1987 | John Farnham                  | Marty Gauvin                      | -                                | -                      |
| 1988 | Kay Cottee                    | Duncan Armstrong                  | -                                | -                      |
| 1989 | Allan Border                  | Brenden Borellini                 | -                                | -                      |
| 1990 | Fred Hollows                  | Cathy Freeman                     | -                                | -                      |
| 1991 | Peter Hollingworth            | Simon Fairweather                 | -                                | -                      |
| 1992 | Mandawuy Yunupingu            | Kieren Perkins                    | -                                | -                      |
| 1993 | -                             | -                                 | -                                | -                      |
| 1994 | Ian Kiernan                   | Anna Bown                         | -                                | -                      |
| 1995 | Arthur Boyd                   | Poppy King                        | -                                | -                      |
| 1996 | John Yu                       | Rebecca Chambers                  | -                                | -                      |
| 1997 | Peter Doherty                 | Nova Peris-Kneebone               | -                                | -                      |
| 1998 | Cathy Freeman                 | Tan Le                            | -                                | -                      |
| 1999 | Mark Taylor                   | Bryan Gaensler                    | Slim Dusty                       | -                      |
| 2000 | Gustav Nossal                 | Ian Thorpe                        | Freda Briggs                     | -                      |
| 2001 | Peter Cosgrove                | James Fitzpatrick                 | Graeme Clark                     | -                      |
| 2002 | Patrick Rafter                | Scott Hocknull                    | -                                | -                      |
| 2003 | Fiona Stanley                 | Lleyton Hewitt                    | Bruce Campbell                   | Brian Parry            |
| 2004 | Steve Waugh                   | Hugh Evans                        | Tehree Gordon                    | Donna Carson           |
| 2005 | Fiona Wood                    | Khoa Do                           | Antonio Milhinhos                | Ben Kearney            |
| 2006 | Ian Frazer                    | Trisha Broadbridge                | Sally Goold                      | Toni Hoffman           |
| 2007 | Tim Flannery                  | Tania Major                       | Phillip Herreen                  | Shanaka Fernando       |
| 2008 | Lee Kernaghan                 | Casey Stoner                      | David Bussau                     | Jonathon Welch         |
| 2009 | Michael Dodson                | Jonty Bush                        | Pat LaManna                      | Graeme Drew            |
| 2010 | Patrick McGorry               | Mark Donaldson                    | Maggie Beer                      | Ronni Kahn             |
| 2011 | Simon McKeon                  | Jessica Watson                    | Ron McCallum                     | Donald Ritchie         |
| 2012 | Geoffrey Rush                 | Marita Cheng                      | Laurie Baymarrwangga             | Lynne Sawyers          |
| 2013 | Ita Buttrose                  | Akram Azimi                       | Ian Maddocks                     | Shane Phillips         |
| 2014 | Adam Goodes                   | Jacqueline Freney                 | Fred Chaney                      | Tim Conolan            |